# Stema Arțahului

Stema autoproclamatei Republici Arțah

Stema Republicii Arțah constă dintr-un vultur purtând pe cap o coroană ornamentată. Pe pieptul vulturului se află un scut cu o panoramă a unui munte plasată vertical deasupra drapelului Arțahului. Între acestea se află cele două capuri de oameni cioplite în piatră, cunoscute sub denumirea de "Bunica și bunicul" (în armeană Տատիկ և Պապիկ, Tatik yev Papik) din cadrul monumentului Noi suntem munții noștri din apropierea orașului Stepanakert, capitala provinciei Nagorno-Karabah (Karabahul de Munte). Picioarele vulturului au între gheare diferite produse agricole inclusiv grâu și struguri. În partea de sus a stemei se află o serie de raze aurii dispuse în semicerc purtând deasupra lor inscripția "Lernayin Gharabaghi Artsakh Hanrapetoutioun" (sau "Republica Artsakh al Karabahului de Munte") în armeana orientală.